# MOTHER (Single Version)
「MOTHER」（マザー）は、LUNA SEAの5枚目のシングル及び楽曲。1995年2月22日発売。

## 解説
4thアルバム『MOTHER』からのシングルカットである。彼らのシングルとしては初のバラードとなった。またこの楽曲のプロモーション・ビデオはアイルランドで撮影された。カップリングにはライブ音源が収録されている。

## 収録曲
全作詞・作曲・編曲: LUNA SEA
1. MOTHER (Single Version)
  - INORAN原曲。
  - 4thアルバム『MOTHER』の表題曲のシングルカットである。アルバム版との違いは最後のつぶやきの有無、一部ボーカルが別テイクなどといった点が挙げられる。後発のベストアルバムには全てシングルバージョンで収録。
  - アコースティック・ギターサウンドを中心に据え、SUGIZOのヴァイオリンも大きくフィーチャーされている。
  - 原曲者であるINORANが、この曲を録る直前に「この曲、『MOTHER』というタイトルはどうだろう?」と言ったところ、偶然にもすでにRYUICHIが書いていた歌詞カードの仮タイトルに『MOTHER』と書かれてあったという逸話がある（さらに、Jもその前に「この曲は『MOTHER』というタイトルがいいんじゃないか」と思っていたらしい）[1]。
  - ライブのエンディングのS.E.には、ピアノによるインストゥルメンタルバージョンが使われる。
2. Déjàvu (Live Version)
  - SUGIZO原曲。
  - 元曲はメジャー・デビューアルバム『IMAGE』収録。1994年12月27日に日本武道館にて行われたライブの音源である（当日のライブの2曲目）。
  - 1997年にベストアルバム『SINGLES』が発売された際に、本音源を除く1stから8thまでのシングル全A面、B面曲が収録され、本音源のみ収録されなかったが、2014年5月28日に発売されたライブアルバム『NEVER SOLD OUT 2』に収録された。

## 収録アルバム
- MOTHER
  - MOTHER
  - SINGLES
  - NEVER SOLD OUT
  - SLOW
  - LUNA SEA COMPLETE BEST
  - LUNA SEA COMPLETE BEST -ASIA LIMITED EDITION-
  - LUNA SEA 25th Anniversary Ultimate Best -THE ONE-
- Déjàvu (Live Version)
  - NEVER SOLD OUT 2